# 무의식의 심리학
무의식의 심리학 ( Psychology of the Unconscious ) 은 카를 융이 1912년에 발표한 그의 초기 저작이다.  영어로된 번역은 베아트리체 힌켈이 1916년에 출판하였다.  이 책에서 융은 그가 리비도의 본질에 대해 지그문트 프로이트와 어떻게 이론적으로 분리되었는지를 예시하고 있다.  